# Work and Box Company

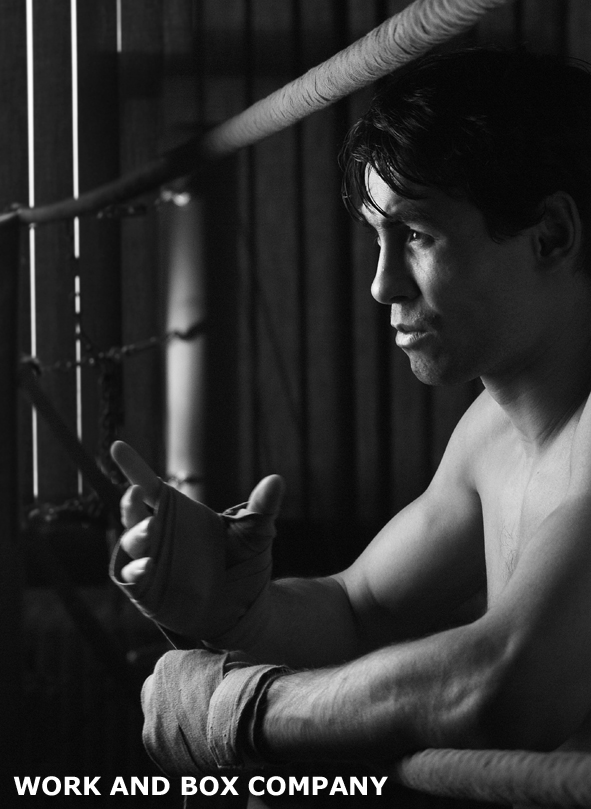
Work and Box Company

Die Work and Box Company ist ein 2003 von Rupert Voß und Werner Makella gegründetes Projekt der Jugendhilfe.
Die ambulante Jugendhilfemaßnahme reintegriert straffällige, gewaltbereite männliche Jugendliche zwischen 16 und 21 Jahren in die Gesellschaft und den Arbeitsmarkt. Die Teilnehmer werden in sechs bis zwölf Monaten resozialisiert durch ein kombiniertes Angebot von:
- Boxtraining zur Auseinandersetzung und Bewältigung der Gewaltbereitschaft
- Praxiserfahrung durch die Arbeit in einer Partner-Werkstatt und in Praktikumsbetrieben
- intensiver sozialpädagogischer und -therapeutischer Einzelbetreuung.

Hinzu kommen Elemente der beruflichen, schulischen, sozialen und gesellschaftlichen Orientierung und Qualifizierung, sport- und erlebnispädagogische Einheiten und eine sechsmonatige Nachbetreuung.
Ziel ist,
- die Gewaltkraft der Jugendlichen in eine eigenverantwortliche, produktive Kraft umzuwandeln
- die Teilnehmer in den ersten Arbeitsmarkt zu vermitteln (wirtschaftliche Autonomie).

Seit 2008 arbeitet die Work and Box Company in Berg am Laim in München.
Träger der Work and Box Company ist die JugendArbeit und Sport gGmbH.
Die Work and Box Company gehört seit 2006 zu den durch die gemeinnützige Organisation Ashoka Deutschland unterstützten Projekten.
Über die Arbeit der Work and Box Company entstand ein Dokumentarfilm. Unter dem Titel Friedensschlag – Das Jahr der Entscheidung wurde er von BoomtownMedia GmbH & Co. KG in Berlin produziert.